# 陳都霊
陳都霊（チェン・ドゥリン、チェン・ドゥーリン）は、中国の女優。福建省廈門市出身。
1993年10月18日、福建省厦門市で生まれ、小中学校の厦門音楽院で学び、厦門第1中学校を卒業。南京航空宇宙大学に入学。2013年2月、Facejoking School Flower School Grassのセレクションで章沢天を上回り、「女神ランキング」のチャンピオンポジションに昇進。注目を集める。
2014年8月、映画『ひだりみみ』に出演し、ヒロインを演じた。

## 出演作品

### 映画
- ひだりみみ（2015年）※2015東京・中国映画週間で上映
- ナミヤ雑貨店の奇蹟 再生（2018年）
- ツインズ（2019年）
- ニューイヤー・ブルース（2021年）

### テレビドラマ
- プロポーズ大作戦（2017年）
- 戦火の愛（2022年）
- 蓮花楼（2023年）
- 長月輝伝～愛と救世の輪廻～（2023年）